# Rubans des décorations militaires et civiles françaises
 (octobre 2016).
Liste non exhaustive de rubans de décorations militaires et civiles françaises.

## Port des décorations officielles françaises et ordre de préséance

### Un exercice complexe
Il n'existe pas en France, à l'heure actuelle, un texte légal unique, exhaustif, actualisé et contraignant qui compilerait et régirait l'ordre de port et de préséance de l'ensemble des décorations civiles et militaires. De longue date, seul un ordre de préséance clairement établi vaut actuellement pour les quatre plus hautes décorations françaises existantes, soit :    
1. L'ordre national de la Légion d'honneur (1802) ;
2. L'ordre de la Libération (1940) ;
3. La médaille militaire (1852) ;
4. L'ordre national du Mérite (1963).

Cette liste doit être complétée depuis peu par la médaille nationale de reconnaissance aux victimes du terrorisme, qui se place désormais en cinquième position car attribuée par le président de la République, ce qui lui confère un rang supérieur aux ordres et décorations de nature ministérielle. Cette position a fait l'objet de nombreuses critiques à la suite de la parution du décret no 2016-949 du 12 juillet 2016 créant cette médaille.  
Quoi qu'il en soit, la préséance fut durablement imprégnée par les Première et Seconde Guerres mondiales. De sorte que, parmi les décorations françaises autres que les quatre premières précitées ci-dessus, celles ayant actuellement la qualité de fait de guerre avec citation individuelle ou collective (les croix de guerre puis, ultérieurement, la croix de la Valeur militaire et, plus récemment, la médaille de la Gendarmerie nationale sous certaines conditions) ou de titre de guerre sans citation individuelle (la médaille de la Résistance française, la médaille des évadés, les croix du combattant volontaire) ont toutes systématiquement précédé — jusqu'à la parution de l'ordre de port préconisé par la grande chancellerie de la Légion d'honneur en 2003 qui semble remettre cette préséance en question — les ordres ministériels que sont les Palmes académiques, le Mérite agricole, le Mérite maritime et les Arts et lettres et, plus généralement, l'ensemble des autres décorations et médailles de nature civile. Juste après la Grande Guerre, c'est le décret présidentiel du 6 novembre 1920 relatif au port des médailles françaises et étrangères paru au JORF du 11 novembre 1920 (pp. 18 026 et 18 027) qui a fixé l'ordre et l'esprit de cette préséance. Ce texte n'ayant jamais été abrogé, il peut être considéré, encore aujourd'hui, comme valide. Son article 5 précise l'ordre de port et de préséance suivant :  
- la croix de la Légion d'honneur (de nature militaire ou civile) ;
- la médaille militaire ;
- la croix de guerre (il s'agit ici de celle correspondant à la Première Guerre mondiale de 1914-1918) ;
- la médaille de la Victoire (décoration militaire internationale que le Maréchal Foch réussit à imposer aux alliés en 1919 lors de la Conférence de la paix, mais dont la création effective en France date de 1922) ;
- les décorations des ordres coloniaux (ordre du Mérite indochinois, ordre du Mérite saharien, ordre de l’Étoile noire, ordre de l'Étoile d'Anjouan, ordre du Nichan el Anouar, ordre du Nichan Iftikhar, ordre du Dragon d'Annam, ordre royal du Cambodge…) ;
- les médailles commémoratives (de nature militaire) ;
- les décorations universitaires (soit l'ordre ministériel des célèbres Palmes académiques créées en 1808, actuellement le plus ancien ordre civil français) ;
- les décorations du Mérite agricole (ordre civil ministériel créé en 1883) ;
- les médailles d'honneur (de nature civile) ;
- les décorations étrangères.

Dans cette perspective d'une primauté des décorations de nature militaire sur les décorations de nature civile, le décret présidentiel du 23 avril 1915 relatif à l'application de la loi du 8 avril 1915 instituant une croix de guerre (paru au Journal officiel du 24 avril 1915 page 2530), précise dans son article 2 que la croix de guerre est portée immédiatement après la Légion d'honneur ou la médaille militaire.
De même, les décrets présidentiels déterminant les modalités de port de la médaille des évadés (créée en 1926) et celles de la croix du combattant volontaire 1914-1918 (créée en 1935) — qui ont toutes deux valeur de titre de guerre — se réfèrent explicitement au décret présidentiel du 6 novembre 1920 relatif au port des médailles françaises et étrangères. Soit après la croix de guerre 1914-1918 pour la Médaille des évadés (décret présidentiel du 22 mai 1927 relatif au port de la médaille des évadés sur rapport du grand chancelier de la Légion d'honneur, paru au Journal officiel de la République française du 29 mai 1927, p. 5595), et après la médaille des évadés et avant la croix du combattant pour la croix du combattant volontaire 1914-1918 (décret présidentiel du 19 décembre 1935 sur rapport du grand chancelier de la Légion d'honneur, paru au Journal officiel du 22 décembre 1935, page 13411 ; précision : ce dernier décret a fait l'objet d'un rectificatif publié au Journal officiel du 22 janvier 1936, page 957, repositionnant la croix du combattant volontaire entre la croix de guerre et la croix du combattant, qui devait elle-même précéder la médaille des évadés en application d'un décret du 20 mai 1931, publié au Journal officiel du 30 mai 1931, page 5914, mais cet ordre semble être tombé en désuétude).
Certains textes parus après 1920 créant une décoration ou en modifiant la nature (modalités d'attribution, etc.) donnent donc, comme on le voit, des précisions sur le rang protocolaire de celle-ci, toujours dans l'esprit du décret du 6 novembre 1920. C'est le cas par exemple de l'ordre du Mérite maritime, qui peut être attribué à titre militaire ou civil, pour lequel l'article 3 du décret du 16 mai 1930 portant organisation de l'Ordre ordonne que cette décoration se porte « entre les médailles commémoratives et les médailles universitaires ».
Il semble cependant que cet usage juridique consistant à préciser le « contexte immédiat » du port d'une décoration a surtout été utilisé pour les décorations de nature militaire. Ces dernières années, on peut ainsi citer le décret no 2002-511 du 12 avril 2002, créant la médaille de la reconnaissance de la Nation, qui précise dans son article 5, que cette décoration prend place avant les différentes médailles commémoratives. 
Quoi qu'il en soit, encore aujourd'hui cette préséance se formalise dans les actes d'état civil français en valorisant les deux ordres nationaux (attribués à titre militaire ou civil) et, en dehors de ceux-ci, uniquement les décorations militaires les plus prestigieuses : l'ordre de la Libération, la médaille militaire, les croix correspondant à une citation individuelle ou collective ayant valeur de fait de guerre et, enfin, la médaille de la Résistance française qui a valeur de titre de guerre sans citation individuelle. Selon l'instruction générale relative à l'état civil du 11 mai 1999 (Annexe) dont l'article 128.4 semble s'appuyer sur l'esprit du décret du 6 novembre 1920 tout en actualisant l'ancienne Instruction générale relative à l'état civil du 21 septembre 1955, les ordres ministériels (Palmes académiques, Mérite agricole, Mérite maritime, Arts et lettres) ne sont donc pas susceptibles d'y figurer. Il n'est donc possible de mentionner dans lesdits actes d'état civil (mariage, décès, etc.) que les décorations suivantes, en respectant l'ordre de préséance de leur énumération dans ladite instruction :
- Légion d’honneur ;
- Ordre de la Libération ;
- Médaille militaire ;
- Ordre national du Mérite ;
- Croix de guerre 1914-1918 ;
- Croix de guerre 1939-1945 ;
- Croix de guerre des théâtres d'opérations extérieures ;
- Croix de la valeur militaire ;
- Médaille de la Résistance française.

La Monnaie de Paris allait dans le sens de cette hiérarchisation correspondant à l'esprit de ces divers textes réglementaires et de la place des décorations militaires. Il y a encore peu de temps de cela elle préconisait dans sa plaquette présentant ses réalisations de médailles et décorations un ordre de port dans lequel les ordres ministériels et les médailles civiles se plaçaient après l'ensemble des décorations et médailles obtenues à titre militaire, médailles commémoratives et médaille de la reconnaissance de la Nation (2002) incluses. Cet ordre suivait en cela l'esprit de l'article 5, du décret du 6 novembre 1920 paru au Journal officiel de la République française (JORF) du 11 novembre 1920 (page 18 026), tout en l'actualisant avec la prise en compte des évolutions réglementaires postérieures. Certaines entités administratives publiques semblent encore se référer en 2014 à cette préséance comme la liste de préséance communiquée par la préfecture du Calvados,. De même, des associations paraissent toujours préconiser cet ordre de préséance, telle l'association nationale des membres de l'ordre national du Mérite (ANMONM),. Parallèlement, d'autres institutions publiques semblent plus enclines à aller dans le sens des préconisations de la grande chancellerie de la Légion d'honneur parues dans sa Liste des décorations officielles françaises susceptibles d'être portées dont la première mouture date de 2003. Il en va par exemple de la préfecture de la Nièvre qui se rallie de manière explicite à cette approche, comme elle l'expose dans son mémento du cérémonial, du protocole, de la préséance et des usages,.
Ainsi, la grande chancellerie de la Légion d'honneur, s'appuyant sur l'autorité morale que lui confère son statut lié à l'administration de l'ordre de la plus haute décoration française, préconise depuis 2003 une préséance et établit une liste des décorations officielles françaises susceptibles d'être portées. Une première version de ladite Liste des décorations officielles françaises susceptibles d'être portées préconisant un ordre de préséance fut signée par le général Jean-Philippe Douin, alors grand chancelier de l'ordre national de la Légion d'Honneur, à la date du 19 juin 2003. Cette Liste a été confirmée le 15 juillet 2010 par le général Jean-Louis Georgelin, alors grand chancelier.   
Il est cependant à noter, ici, que l'article R117, du code de la légion d'honneur et de la médaille militaire, dispose que « le grand chancelier est obligatoirement consulté sur les questions de principe concernant les décorations françaises, à l'exclusion de l'ordre de la Libération et de la médaille de la Résistance ». Ainsi, le grand chancelier ne peut que rendre des avis simples (i.e. non contraignants pour l'autorité qui le consulte), et uniquement dans le contexte d'une saisine du pouvoir exécutif. En conséquence, si la saisine du grand chancelier sur la base de l'article R117 est parfois obligatoire et que sa consultation a alors un caractère impératif, le fruit de cette saisine ne semble pas s'inscrire de facto dans la catégorie de «l'avis conforme» qui, lui, est en revanche contraignant par nature pour le pouvoir exécutif. À titre d'exemple récent, on peut citer le décret no 2012-169 du 2 février 2012 relatif à l'attribution de la médaille d'honneur de la santé et des affaires sociales, dont le préambule précise les éléments suivants :  
- « Le Président de la République, / Sur le rapport du Premier ministre, du ministre du travail, de l'emploi et de la santé et de la ministre des solidarités et de la cohésion sociale, / Vu le code de la Légion d'honneur et de la médaille militaire, notamment son article R117 ; / Vu l'avis du grand chancelier de la Légion d'honneur… »

Dès lors, serait-il possible de questionner le caractère contraignant de cette Liste des décorations officielles françaises susceptibles d'être portées, comme semble le faire de manière implicite, par exemple, l'Association nationale des membres de l'ordre national du Mérite citée ci-dessus, qui continue de communiquer l'ordre de préséance d'avant la publication de la Liste de la grande chancellerie ?

### Discussion
- Considérant sa portée légale contraignante, même s'il est ancien et non réactualisé, le décret présidentiel du 6 novembre 1920 (paru au JORF du 11 novembre 1920, pages 18 026 et 18 027) n'a jamais été abrogé et semble donc pouvoir définir encore aujourd'hui l'esprit qui peut présider à l'ordre de port des décorations civiles et militaires, considérant que la préséance qui se dégage du positionnement respectif des décorations civiles et militaires y est clairement exposé, avec un prima accordé aux décorations militaires. De nos jours, cela reste l'option retenue, par exemple, par le ministère de la Défense dans l'instruction no 201710/DEF/SGA/DFP/FM/1 d'application du décret relatif à la discipline générale militaire, en date du 4 novembre 2005[39], parue au Bulletin officiel des armées (BOC, 2005, p.8299, CLASS. : 31.00). Le ministère de la Défense a par ailleurs repris et publié au Bulletin officiel des armées le décret présidentiel du 6 novembre 1920[40], en précisant dans le renvoi de note numéro 2 placé au long de la retranscription de l’article 5 dudit décret du 6 novembre 1920 que, « pour l'ordre, se reporter à l'annexe III de l'extrait de l'instruction du 10 décembre 1979 BOC, p. 4749. »[41],[42]. La liste des décorations qui figure en annexe III de cette instruction est à l'origine de celle parue dans l'instruction no 201710/DEF/SGA/DFP/FM/1 d'application du décret relatif à la discipline générale militaire, en date du 4 novembre 2005.
- Si l'on ne trouve pas, comme souligné plus haut, d'ordre de préséance exhaustif encadré par un texte législatif ou réglementaire unique, en revanche il en existe donc un, de nature réglementaire, qui s'impose aux forces armées. Il s'agit en l'espèce de l'instruction no 201710/DEF/SGA/DFP/FM/1 d'application du décret relatif à la discipline générale militaire, en date du 4 novembre 2005[39], parue au Bulletin officiel des armées (BOC, 2005, p.8299, CLASS. : 31.00). Ce document donne — dans son Annexe IV, Port des décorations — une liste de préséance intitulée Ordre de port des principales décorations officielles françaises portées sur un uniforme militaire. Ainsi, la dernière édition en date de 2012 du Traité Toutes Armes (TTA) 150[43],[44] (le manuel de base de formation des cadres de l'Armée de terre), s'appuie sur cette liste de préséance dans son Titre 1, Connaissances militaires générales, au Chapitre 2, Règlement de discipline générale, sous-partie 1.5.4 Le port de l'uniforme (art. 16) et reproduit ladite liste de l'annexe IV. Or, ici, le Mérite maritime — qui est un ordre ministériel présentant la particularité de pouvoir être attribué à titre civil ou militaire, d'où sa présence dans l'annexe — se place non seulement derrière les décorations ayant valeur de fait de guerre avec citation individuelle ou collective (les croix de guerre, la croix de la valeur militaire), mais également derrière les décorations valant titre de guerre sans citation individuelle (la médaille de la Résistance française, la médaille des évadés et les croix du combattant volontaire), et aussi derrière la croix du combattant. Et juste devant la médaille de l'Aéronautique, qui présente elle aussi la spécificité de pouvoir être attribuée à titre militaire ou civil. En revanche, toujours dans cette instruction no 201710/DEF/SGA/DFP/FM/1[45], la médaille de la Gendarmerie nationale, qui peut être attribuée avec citation individuelle depuis la réforme de cette décoration en 2004 (cf. l'instruction no 15900/DEF/CAB/SDBC/DECO/A/4 du 21 octobre 2004[46] parue au BOC, 2004, p. 6077. ; BOEM 307), prend bien place juste derrière la croix de la Valeur militaire, considérant qu'elle équivaut désormais à un fait de guerre individuel lorsqu'elle elle est attribuée avec citation. De ce point de vue, l'instruction no 201710 du 4 novembre 2005[47] du ministère de la Défense prend bien en compte le nouveau statut de cette décoration tel que défini en 2004 et dont les conditions d'attribution ont été actualisées par l'instruction no 6000/DEF/CAB/SDBC/DECO/A fixant les modalités d'application du décret no 49-1219 du 5 septembre 1949 modifié portant création d'une médaille d'honneur dite « médaille de la gendarmerie », paru au BOC no 18 du 30 juillet 2007 (texte 12)[48]. En revanche, l'instruction no 201710 du 4 novembre 2005[49] et son Ordre de port des principales décorations officielles françaises portées sur un uniforme militaire ne prennent visiblement pas en compte la liste de préséance du 19 juin 2003 de la grande chancellerie de la Légion d'honneur, qui l'avait pourtant précédée. Qu'une instruction officielle du ministère de la Défense ne tienne pas compte de la Liste de la grande chancellerie, voilà qui pourrait indiquer, de manière incidente, que cette Liste n'a pas un caractère impératif.
- Dans la Liste de la grande chancellerie, la médaille de la Résistance française précède les ordres ministériels (Palmes académiques, Mérite agricole, Mérite maritime, Arts et lettres). Cette médaille, remise selon le même protocole que les croix de guerre et qui vaut titre de guerre, se porte « après la Légion d'honneur, la croix de la Libération, la médaille militaire et la croix de guerre » selon l'ordonnance no 45-2655 du 2 novembre 1945 (J.O. du 4 novembre 1945 - Page 7223)[50]. Son administration ne relève pas de la grande chancellerie (cf. art. R117 du Code de la Légion d'honneur et de la médaille militaire) mais d'une Commission nationale de la médaille de la Résistance[51],[52], elle-même rattachée à la chancellerie de l'ordre de la Libération depuis 1966. En revanche, la médaille des évadés et les croix du combattant volontaire — qui valent également titre de guerre à l'instar de la médaille de la Résistance tout en relevant du ministère de la Défense et qui sont elles aussi remises selon le même protocole que les croix de guerre — sont désormais positionnées après les quatre ordres ministériels dans la Liste de la grande chancellerie. La grande chancellerie n'est donc pas en mesure de préconiser l'ordre de port de la médaille de la Résistance mais parait estimer avoir compétence pour énoncer l'ordre de préséance des autres décorations française. Parallèlement à cela, le décret présidentiel du 6 novembre 1920 relatif au port des médailles françaises et étrangères[53] — et plus particulièrement son article 5 — restant toujours en vigueur, cela semble pouvoir générer des interprétations contradictoires.
- Le ministère de l'Intérieur a lui aussi rédigé un texte de nature réglementaire : l'instruction 5000/GEND/DSF en date du 10 février 2016 relative à l'habillement des personnels militaires servant dans la gendarmerie[54], et plus précisément son Annexe I qui donne « l’ordre de port des principales décorations officielles françaises portées sur un uniforme militaire », soit un libellé similaire à celui de l'Annexe IV de l'instruction no 201710/DEF/SGA/DFP/FM/1 d'application du décret relatif à la discipline générale militaire, en date du 4 novembre 2005[55] du ministère de la Défense. Mais ici, cette instruction du ministère de l'Intérieur reprend en tous points les préconisations de la liste de préséance du 15 juillet 2010[56] du grand chancelier de l'ordre national de la Légion d'honneur. Elle l'actualise même en prenant en compte la médaille de la sécurité intérieure, qu'elle positionne juste devant la médaille de la reconnaissance de la Nation et également devant la médaille de la protection militaire du territoire, créée en 2015 et de nature militaire. Cette instruction ignore par ailleurs la croix du combattant volontaire, qui concerne pourtant en priorité les réservistes des armées, particulièrement nombreux dans la gendarmerie. Enfin, la gendarmerie nationale est placée sous la tutelle conjointe du ministère de l’Intérieur et du ministère de la Défense, et ses effectifs relèvent du statut militaire. Ainsi, depuis la loi no 2009-971 du 3 août 2009[57], la gendarmerie est placée sous l'autorité budgétaire et opérationnelle du ministère de l'Intérieur, mais cette loi la qualifie en même temps très précisément de « force armée » pour en rappeler sa nature militaire. Dans ce contexte, quelle place donner à l'Annexe IV de l'instruction ministérielle no 201710 du 4 novembre 2005[58] du ministère de la Défense, qui reste elle aussi valable ? L'une de ces instructions ministérielles prime-t-elle sur l'autre ?
- La liste de préséance du 15 juillet 2010[59] de la grande chancellerie de la Légion d'honneur n'est plus exhaustive. N'ayant pas été actualisée récemment, la liste de la chancellerie ne tient pas compte non plus de deux autres décrets récents : le décret no 2015-949 du 12 juillet 2016[60] instituant la médaille nationale de reconnaissance aux victimes du terrorisme ; le décret n° 2016-1130 du 17 août 2016[61] par lequel l'insigne des blessés militaires est remplacé par la médaille des blessés de guerre. Toutefois, la liste publiée sur le site internet de la grande chancellerie prend en compte cette première[62].
- L'Instruction générale relative à l'état civil du 11 mai 1999 (Annexe)[63] — qui énumère les décorations susceptibles d'être mentionnées dans les actes d'état civil — ne tient pas compte dans son article 128.4 de la modification de 2004 portant sur les modalités d'attribution de la médaille de la gendarmerie nationale (cf. l'instruction no 15900/DEF/CAB/SDBC/DECO/A/4 du 21 octobre 2004[46] parue au BOC, 2004, p. 6077. ; BOEM 307). Or, sachant qu'il est possible depuis cette date d'attribuer cette médaille pour citation individuelle, cela lui donne en substance la valeur d'une citation avec attribution de croix ayant valeur de fait de guerre et la positionne dans ce cas-là juste derrière la croix de la Valeur militaire et devant la médaille de la Résistance française (qui correspond elle à un titre de guerre sans citation) en termes de rang protocolaire.

### Liste des décorations officielles françaises susceptibles d'être portées (2010)
Dans leur ouvrage Le Guide pratique des décorations françaises actuelles, Jean Battini et Witold Zaniewicki recommandent la prudence et de se conformer aux préconisations de la liste de la grande chancellerie de la Légion d'honneur. La liste des décorations officielles françaises susceptibles d'être portées du 15 juillet 2010, signée par le général Jean-Louis Georgelin, grand chancelier de l'ordre national de la Légion d'honneur, donne l'ordre de préséance suivant. Depuis la publication de cette liste, un certain nombre de décorations ont été créées. Elles sont ajoutées dans cette liste suivant l'ordre de préséance :
| Ruban | Décoration                                                                                |
| ----- | ----------------------------------------------------------------------------------------- |
|       | Ordre national de la Légion d'honneur                                                     |
|       | Ordre de la Libération                                                                    |
|       | Médaille militaire                                                                        |
|       | Ordre national du Mérite                                                                  |
|       | Médaille nationale de reconnaissance aux victimes du terrorisme (2016)                    |
|       | Croix de guerre 1939-1945                                                                 |
|       | Croix de guerre des Théâtres d'opérations extérieurs                                      |
|       | Croix de la Valeur militaire                                                              |
|       | Médaille de la Gendarmerie nationale                                                      |
|       | Médaille des blessés de guerre (1 étoile par blessure)                                    |
|       | Médaille de la Résistance française                                                       |
|       | Ordre des Palmes académiques                                                              |
|       | Ordre du Mérite agricole                                                                  |
|       | Ordre du Mérite maritime                                                                  |
|       | Ordre des Arts et des Lettres                                                             |
|       | Médaille des évadés                                                                       |
|       | Croix du combattant volontaire (1939-1945, Résistance, Indochine, Corée, Afrique du Nord) |
|       | Médaille de l'Aéronautique                                                                |
|       | Croix du combattant                                                                       |
|       | Médaille de la Reconnaissance française                                                   |
|       | Médaille d'Outre-Mer (ex-médaille coloniale)                                              |
|       | Médaille de la Défense nationale                                                          |
|       | Médaille des réservistes volontaires de défense et de sécurité intérieure                 |
|       | Médailles d'honneur ressortissant aux différents départements ministériels                |
|       | Médaille d'Afrique du Nord (1997-2002) ou Médaille de reconnaissance de la Nation (2002)  |
|       | Médailles commémoratives diverses et assimilées                                           |
|       | Médaille de la protection militaire du territoire                                         |

## Les ordres nationaux
| Barrette  | Décoration                                   | Décoration | Décoration     | Décoration  | Décoration |
| --------- | -------------------------------------------- | ---------- | -------------- | ----------- | ---------- |
|           | Ordre national de la Légion d'honneur (1804) |            |                |             |            |
| Chevalier | Officier                                     | Commandeur | Grand officier | Grand-croix |            |
|           | Ordre de la Libération (1940)                |            |                |             |            |
|           | Médaille militaire                           |            |                |             |            |
|           | Ordre national du Mérite (1963)              |            |                |             |            |
| Chevalier | Officier                                     | Commandeur | Grand officier | Grand-croix |            |

## Les ordres ministériels
| Barrette  | Décoration                           | Décoration | Décoration |
| --------- | ------------------------------------ | ---------- | ---------- |
|           | Ordre des Palmes académiques (1955)  |            |            |
| Chevalier | Officier                             | Commandeur |            |
|           | Ordre du Mérite agricole (1883)      |            |            |
| Chevalier | Officier                             | Commandeur |            |
|           | Ordre du Mérite maritime (1930)      |            |            |
| Chevalier | Officier                             | Commandeur |            |
|           | Ordre des Arts et des Lettres (1957) |            |            |
| Chevalier | Officier                             | Commandeur |            |

À la suite du décret n° 63-1196 du 3 décembre 1963 sur la création de l'ordre national du Mérite, 16 autres ordres ministériels ont été dissous, pour devenir des ordres en extinction, cependant leurs titulaires continuent à jouir des prérogatives qui y sont attachées.

## Les principales décorations militaires
| Barrette | Décoration                                                                               |
| -------- | ---------------------------------------------------------------------------------------- |
|          | Médaille militaire                                                                       |
|          | Croix de guerre 1914-1918                                                                |
|          | Croix de guerre 1939-1945                                                                |
|          | Croix de guerre des Théâtres d'opérations extérieurs                                     |
|          | Croix de la Valeur militaire                                                             |
|          | Médaille de la Gendarmerie nationale                                                     |
|          | Médaille des blessés de guerre (1 étoile par blessure)                                   |
|          | Médaille de la Résistance française                                                      |
|          | Médaille des évadés                                                                      |
|          | Croix du combattant volontaire 1914-1918                                                 |
|          | Croix du combattant volontaire 1939-1945 Croix du combattant volontaire (1983) + agrafes |
|          | Croix du combattant volontaire de la Résistance                                          |
|          | Médaille de l'Aéronautique                                                               |
|          | Croix du combattant                                                                      |
|          | Médaille de la Reconnaissance française                                                  |
|          | Médaille d'Outre-Mer (ex-médaille coloniale)                                             |
|          | Médaille de la Défense nationale échelon or pour citation sans croix                     |
|          | Médaille de la Défense nationale                                                         |
|          | Médaille des réservistes volontaires de défense et de sécurité intérieure                |
|          | Médaille d'Afrique du Nord (1997-2022) ou Médaille de reconnaissance de la Nation (2022) |

## Les médailles commémoratives françaises
| Ruban ou Barrette | Décoration                                                                                             |
| ----------------- | --- |
|                   | Médaille de Sainte-Hélène (1857)                                                                       |
|                   | Médaille commémorative de la campagne d'Italie (1859)                                                  |
|                   | Médaille commémorative de la guerre 1870-1871                                                          |
|                   | Médaille commémorative de l'expédition du Tonkin (1885)                                                |
|                   | Médaille commémorative de la campagne du Dahomey (1892)                                                |
|                   | Médaille commémorative de Madagascar (1883) Médaille commémorative de Madagascar (1896)                |
|                   | Médaille commémorative de Chine (1901)                                                                 |
|                   | Médaille commémorative du Maroc (1909)                                                                 |
|                   | Médaille interalliée 1914-1918                                                                         |
|                   | Médaille commémorative de la bataille de Verdun (1916)                                                 |
|                   | Médaille commémorative des batailles de la Marne (1914 + 1918)                                         |
|                   | Médaille commémorative de la guerre 1914-1918                                                          |
|                   | Médaille commémorative de Syrie-Cilicie (1922)                                                         |
|                   | Médaille commémorative des Dardanelles (1926)                                                          |
|                   | Médaille commémorative d'Orient (1926)                                                                 |
|                   | Médaille des évadés                                                                                    |
|                   | Médaille commémorative des services volontaires dans la France libre                                   |
|                   | Médaille commémorative de la campagne d'Italie (1943-1944)                                             |
|                   | Médaille de la déportation pour faits de Résistance (1948) Médaille de la déportation politique (1948) |
|                   | Médaille de l'internement pour faits de Résistance (1948) Médaille de l'internement politique (1948)   |
|                   | Médaille commémorative française de la guerre 1939-1945                                                |
|                   | Médaille de la France libérée (1944)                                                                   |
|                   | Médaille commémorative française des opérations de l'ONU en Corée (1952)                               |
|                   | Médaille commémorative de la campagne d'Indochine (1953)                                               |
|                   | Médaille commémorative des opérations de sécurité et de maintien de l'ordre (1958)                     |
|                   | Médaille commémorative française des opérations du Moyen-Orient (1957)                                 |
|                   | Médaille commémorative française (1995)                                                                |
|                   | Médaille de la protection militaire du territoire                                                      |

## Les médailles d'honneur
| Ruban ou Barrette | Décoration                                                                   |
| ----------------- | ---------------------------------------------------------------------------- |
|                   | Médaille d'honneur pour acte de courage et de dévouement                     |
|                   | Médaille d'honneur des affaires étrangères                                   |
|                   | Médaille d'honneur de l'administration pénitentiaire                         |
|                   | Médaille d'honneur de l'aéronautique                                         |
|                   | Médaille d'honneur agricole                                                  |
|                   | Médaille d'honneur des chemins de fer                                        |
|                   | Médaille d'honneur des contributions indirectes                              |
|                   | Médaille d'honneur régionale, départementale et communale                    |
|                   | Médaille d'honneur des douanes                                               |
|                   | Médaille d'honneur des eaux et forêts                                        |
|                   | Médaille d'honneur de l'engagement ultramarin                                |
|                   | Médaille d'honneur de l'enseignement du 1er degré                            |
|                   | Médaille de l'Enfance et des Familles                                        |
|                   | Médaille de la jeunesse, des sports et de l'engagement associatif            |
|                   | Médaille des mines                                                           |
|                   | Médaille d'honneur des personnels civils relevant du ministère de la défense |
|                   | Médaille d'honneur de la police nationale                                    |
|                   | Médaille d'honneur des PTT                                                   |
|                   | Médaille d'honneur de la protection judiciaire de la jeunesse                |
|                   | Médaille d'honneur de la santé et des affaires sociales (2012)               |
|                   | Médaille d'honneur des sapeurs-pompiers (1900)                               |
|                   | Médaille d'honneur des sapeurs-pompiers pour services exceptionnels (1922)   |
|                   | Médaille d'honneur du service de santé des armées                            |
|                   | Médaille de la sécurité intérieure (2012)                                    |
|                   | Médaille d'honneur des services judiciaires (2011)                           |
|                   | Médaille d'honneur des sociétés musicales et chorales                        |
|                   | Médaille du tourisme                                                         |
|                   | Médaille d'honneur des transports routiers                                   |
|                   | Médaille d'honneur du travail                                                |
|                   | Médaille d'honneur des travaux publics                                       |

## Les autres décorations
| Ruban ou Barrette | Décoration                                                                                     |
| ----------------- | ---------------------------------------------------------------------------------------------- |
|                   | Médaille des blessés de 1848                                                                   |
|                   | Médaille des victimes de 1851                                                                  |
|                   | Médaille de l'armée des Vosges 1871                                                            |
|                   | Médaille des prisonniers civils, déportés et otages de la Grande Guerre 1914-1918              |
|                   | Médaille de la Fidélité française                                                              |
|                   | Médaille des victimes de l'invasion                                                            |
|                   | Médaille du patriote résistant à l'occupation des départements du Rhin et de Moselle 1939-1945 |
|                   | Médaille du réfractaire (1963)                                                                 |
|                   | Médaille des défenseurs de la ligne Maginot                                                    |
|                   | Insigne des blessés civils (1 étoile par blessure)                                             |
|                   | Médaille nationale de reconnaissance aux victimes du terrorisme (2016)                         |

## Les médailles commémoratives de l’ONU
Le grand chancelier de la Légion d’honneur autorise collectivement aux militaires le port de la médaille de l’Organisation des Nations unies (ONU) à l’occasion des opérations suivantes :
| Barrette | Décoration |
| -------- | --- |
|          | Médaille commémorative de l'Organisme des Nations unies chargé de la surveillance de la trêve (1948)                            |
|          | Médaille commémorative de la FINUL (1978)                                                                                       |
|          | Médaille commémorative de la Mission de Vérification des Nations unies en Angola I, II et III (UNAVEM 1989-1997)                |
|          | Médaille commémorative de la Mission d'observation des Nations unies au Salvador (ONUSAL 1991-1995)                             |
|          | Médaille commémorative de la Mission des Nations unies pour l'Organisation d'un Référendum au Sahara Occidental (MINURSO 1991-) |
|          | Médaille commémorative de la Mission d'Observation des Nations unies pour l'Irak et le Koweït (MONUIK 1991-2003)                |
|          | Médaille commémorative de l'Autorité provisoire des Nations unies au Cambodge (APRONUC/UNTAC 1992-1993)                         |
|          | Médaille commémorative de la Force de protection des Nations unies en Ex-Yougoslavie (FORPRONU 1992-1995)                       |
|          | Médaille commémorative des Opérations des Nations unies en Somalie I et II (1993-1995)                                          |
|          | Médaille commémorative de la Mission des Nations unies en Haïti (MINUHA/MANUH/MITNUH/MIPONUH/MICAH 1993-2000)                   |
|          | Médaille commémorative de la Mission d'Observation des Nations unies en Géorgie (MONUG 1993-2009)                               |
|          | Médaille commémorative de la Mission des Nations unies en République centrafricaine (MINURCA 1998-2000)                         |
|          | Médaille commémorative de la Mission de l'Organisation des Nations unies en République démocratique du Congo (MONUC 1999-)      |
|          | Médaille de la Mission des Nations unies en Éthiopie et en Érythrée (MINUEE 2000-2008)                                          |